# James Reid
Sir James Reid, I baronetto (Ellon, 23 ottobre 1849 – 29 giugno 1923), è stato un medico scozzese.

## Carriera
Studiò alla Grammar School di Aberdeen e all'Università di Aberdeen. Si è laureato in medicina nel 1871 e poi praticò a Edimburgo e in seguito si trasferì a Londra, prima di essere nominato, dopo un decennio, un medico della regina Vittoria.

## Medico reale
Nel mese di luglio 1897, Reid riferisce che al principe di Galles venne diagnosticata la gonorrea. Reid consigliò un periodo di riposo a Cimiez. La famiglia reale si ammutinò rispetto a tale consiglio. Il medico diede diversi consigli alla regina circa l'importanza della salute dell'erede al trono piuttosto e la invitò a dare meno attenzione al suo servo indiano, che aveva su di essa un forte ascedente.
Il 19 novembre 1900, Vittoria, principessa reale e imperatrice di Germania, visitò la madre, la regina, a Osborne House. La regina era gravemente ammalata, e riferì al medico di corte che la permanenza a Windsor le causava malessere. Reid era l'unica persona che rimase al fianco della regina nel corso della sua ultima malattia.
L'episodio più riprovevole riguardava la gestione di Reid degli affari della Corona con il Kaiser. Guglielmo era impopolare anche quando ha insistito per essere lui a fianco alla regina morente. Ma Reid continuò a mantenere segretamente contatti con l'Imperatore di Germania durante il regno di Edoardo VII. Solo nel gennaio 1901, il Principe cedette per la diplomazia, e consentì la presenza del Kaiser.
A Reid sono state date precise istruzioni per le esequie della regina. Servì anche sotto i regni di Edoardo VII e diGiorgio V. Nel marzo 1909, Edoardo VII si ammalò, e Reid ha raccomandato una dose di radio. Comunicò al Kaiser che il re "stava rapidamente peggiorando". Il 6 marzo 1910 gli venne diagnosticata una "sofferenza cardiaca acuta". La prognosi di Reid era una possibile polmonite; ma si riprese il 22 marzo. Le condizioni del Re peggiorarono il 5 maggio, quando divenne cianotico, così Reid ha propose una dose di stricnina come stimolante cardiaco.
Nel settembre del 1916, Reid ricevette le istruzioni da Londra per recarsi a Wick, nel nord della Scozia. Qui ricevette il Principe Alberto ("Bertie", 1895-1952), secondogenito del re, e il futuro re Giorgio VI. Il principe si era ammalato, presentava dolore addominale mentre prestava servizio come guardiamarina sulla HMS Collingwood. Fu trasferito ad Aberdeen sulla nave ospedale Rohilla. Il 29 settembre un'appendicectomia fu eseguita su di lui da un chirurgo alla casa reale Sir John Marnoch con la presenza di Reid.
Nel 1897 venne creato baronetto.

## Matrimonio
Sposò, il 28 novembre 1899, Susan Baring (14 dicembre 1868-4 luglio 1906), figlia di Edward Baring, I barone Revelstoke, damigella d'onore della Regina Vittoria nel periodo 1898–1899. Ebbero quattro figli:
- Sir Edward James Reid (20 aprile 1901-13 febbraio 1972), sposò Tatiana Fenoult, ebbero due figli;
- John Peter Lorne Reid (10 gennaio 1903-26 settembre 1973), sposò Jean Dundas, ebbero due figli;
- Margaret Cecilia Reid (?-8 maggio 1937);
- Victoria Susan Beatrice Reid (1908-23 giugno 1997), sposò Leonard St. Clare Ingrams, ebbero quattro figli.

## Morte
Morì il 29 giugno 1923.